# 3.ª División de Ejército (Argentina)
La 3.ª División de Ejército "Tte. Grl. Julio Argentino Roca" (D Ej 3) es una gran unidad de batalla del Ejército Argentino con asiento en Bahía Blanca y con dependencia orgánica del Comando de Adiestramiento y Alistamiento del Ejército.
En la guarnición militar Bahía Blanca se hallan también el Batallón de Comunicaciones 181, el Batallón de Inteligencia 181 y el Hospital Militar Bahía Blanca.

## Historia
La división de ejército es una gran unidad de batalla creada en 2011 tras suprimir los cuerpos de ejército una modificación en la estructura orgánico-funcional de conducción superior de las Fuerzas Armadas de la Nación resuelta por el Ministerio de Defensa el 13 de diciembre de 2010. La 3.ª División de Ejército constituida por la I Brigada Blindada, la VI Brigada de Montaña, la IX Brigada Mecanizada y XI Brigada Mecanizada.
En 2015 fue resuelto transferir la VI Brigada de Montaña con asiento en Neuquén en la órbita de la 2.ª División de Ejército "Ejército del Norte" con asiento en Córdoba.

## Apoyo a la comunidad
Tras el temporal en Bahía Blanca en 2023, el Comando de la 3.ª División de Ejército fue enlace con el Comando de Adiestramiento y Alistamiento de la Armada constituido en Comando de Zona de Defensa Buenos Aires Sur con control operacional sobre los elementos del Ejército, la Armada y la Fuerza Aérea en la zona.
Una vez más, en marzo de 2025 se desató una tormenta en Bahía Blanca provocando pérdida de vidas. El Cdo Div Ej 3 prestó apoyo a la comunidad junto con el Comando de Operaciones de Emergencia, el Batallón de Comunicaciones 181 y la Compañía de Comandos 603.

## Organización

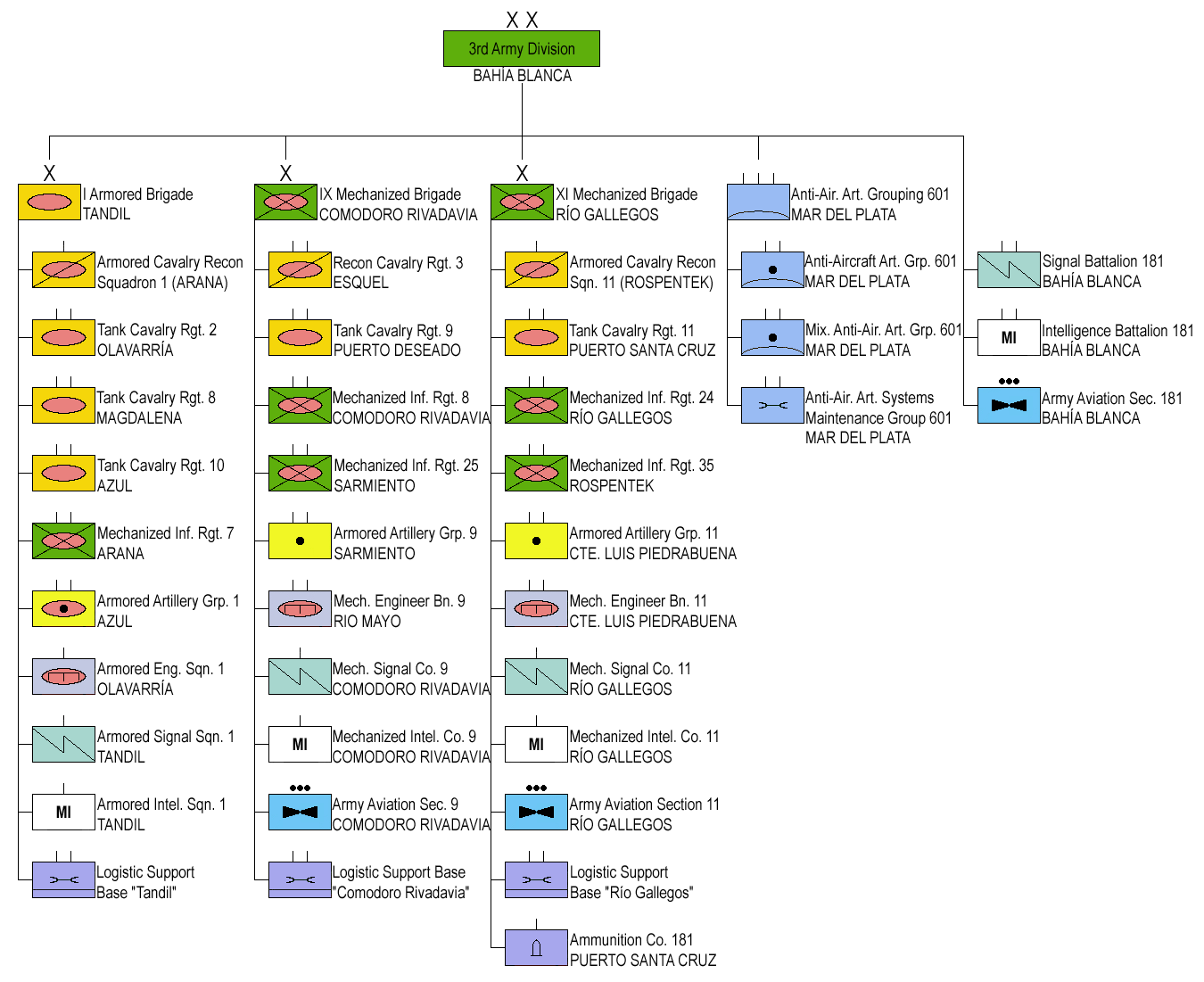
3.ª División de Ejército organización 2020

La composición, despliegue de paz y relaciones orgánicas de comando de la 3.ª División de Ejército «Teniente General Julio Argentino Roca» (D Ej 3) es la siguiente:
- Comando de la 3.ª División de Ejército «Teniente General Julio Argentino Roca» (Cdo D Ej 3). Guar Ej Bahía Blanca (BA).[6] Bajo dependencia directa de este comando se hallan 3 grandes unidades de combate y varios elementos independientes (formaciones):[5][6]

Formaciones
- Jefatura de la Agrupación de Artillería Antiaérea de Ejército 601-Escuela (J Agr AA Ej 601-Ec). Guar Ej Mar del Plata (Camet, BA).
  - Grupo de Artillería Antiaéreo 601 «Teniente General Pablo Ricchieri» (GAA 601). Guar Ej Mar del Plata (Camet, BA).
  - Grupo de Artillería Antiaéreo Mixto 602 (GAA Mix 602). Guar Ej Mar del Plata (Camet, BA).
  - Grupo de Mantenimiento de Sistemas Antiaéreos 601 «Mayor Marcelo Sergio Novoa» (G Mant Sis Aa 601). Guar Ej Mar del Plata (Camet, BA).
- Batallón de Comunicaciones 181 «Sargento Mayor Santiago Buratovich» (B Com 181). Guar Ej Bahía Blanca (BA).
- Sección de Aviación de Ejército 181 (Sec Av Ej 181). Guar Ej Bahía Blanca (Aeropuerto Cte. Espora, BA).
- Batallón de Inteligencia 181 «Capitán Juan Ferreyra» (B Icia 181). Guar Ej Bahía Blanca (BA).

### Unidades dependientes
Las grandes unidades de combate que siguen dependen del Comando de 3.ª División de Ejército:
- IX Brigada Mecanizada (Br Mec IX).
- XI Brigada Mecanizada (Br Mec XI).
- I Brigada Blindada (Br Bl I).